# Ли Сан Чжо
Ли Сан Чжо (Ли Сан Чо, кор. 이상조?, 李相朝?; род. 1915 год, Тоннэгу, Пусан, Генерал-губернаторство Корея — 1996 год, Ташкент, Узбекистан) — политик и военный из КНДР. Он также был известен под именем Ким Тхэ Мён (кор. 김택명?, 金澤明?).

## Биография
Родился в районе Тоннэ провинции Кёнсан-Намдо. Вступил в Коммунистическую партию Китая вместе с Чхве Чхан Иком. В 1941 году переехал в Яньань, где присоединился к семье Мао Цзэдуна. После освобождения Кореи от японской оккупации в 1945 году вступил в вооружённые силы коммунистов. 
Во время Корейской войны, имея звание генерал-лейтенанта Корейской народной армии, служил начальником разведки и заместителем начальника штаба. По некоторым данным, называл Пэк Сонёпа, представителя южнокорейских вооружённых сил, «неприрученной собакой» и более часа сохранял свирепое выражение лица даже когда на него садились мухи, чтобы продемонстрировать непреклонность и достоинство. 17 апреля 1953 года подписал от имени КНДР Соглашение об обмене больными и ранеными военнопленными в Музее мира КНДР в Пханмунджоме.

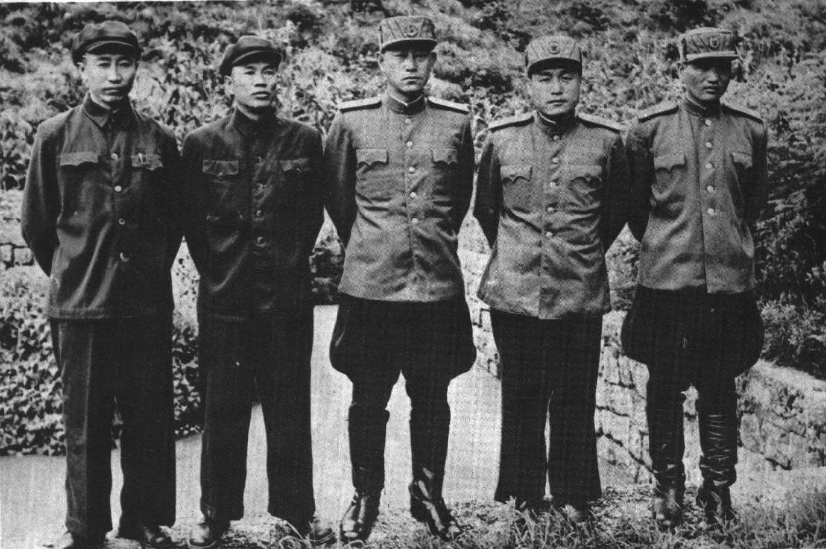
Делегация Северной Кореи по Корейской войне, 1951 год. (слева направо: генерал-майор Сэ Пхан, генерал-майор Дэн Хва, генерал-майор Нам Ир, генерал-майор Ли Сан Чжо, генерал-майор Чан Пхён Сан)

После этого его влияние в армии, где доминировала партизанская фракция Ким Ир Сена, ослабло, и в 1955 году он стал дипломатом. В том же году он был назначен чрезвычайным и полномочным послом КНДР в СССР, одном из ключевых союзников КНДР. Однако в 1956 году, вдохновлённый хрущёвской кампанией десталинизации, присоединился к членам «яньаньской» фракции, стремившихся к смещению Ким Ир Сена. Вместе с соратниками они отправили письмо в Советский Союз и Китай, информируя о диктатуре и культе личности Ким Ир Сена, надеясь на давление союзников на КНДР. В результате Ким Ир Сен отменил запланированные мероприятия и вернулся в страну, предотвратив попытку государственного переворота в августе 1956 года, известную как Августовский фракционный инцидент, в которой Чхве Чхан Ик пытался свергнуть Ким Ир Сена. В результате этой попытки были распущены «советская» и «яньаньская» фракции. Ли, который был вызван в КНДР по приказу Центрального комитета Трудовой партии Кореи, не вернулся, а попросил политического убежища в Советском Союзе. Некоторое время он продолжал выступать в Москве с критикой северокорейского режима, но после жалоб своих властей был лишён такой возможности. В октябре 1957 года сообщил в письме Ю.В. Андропову, возглавлявшему отдел ЦК КПСС по связям с компартиями, о нежелании возвращаться в Пхеньян.
Позже он спокойно жил в СССР, где его отправили на постоянное жительство в Минск, где он занимался исследованиями по истории средневековой Японии. Во время поездки в Республику Корея Ли Сан Чжо, посетивший свой родной город Пусан, а также Сеул, встретился с Пэк Сонёпом, которого он не видел со времени переговоров о перемирии. Опального северокорейского политика, которому было чуть за сорок, действительно отправили на многие годы на постоянное жительство в Минск. Занимался он там научной работой по тематике истории средневековой Японии, а также преподавательской деятельностью, но это была уже его другая жизнь, сильно отличавшаяся от предыдущей.
В сентябре 1989 года прибыл в Южную Корею и заявил, что Ким Ир Сен руководил вторжением во время Корейской войны с одобрения Сталина. В 1992 году он основал Национальный фронт за демократическое объединение Кореи и призвал к свержению Ким Ир Сена и Ким Чен Ира. Он умер в 1996 году в Ташкенте, Узбекистан, от старости.